# 卡西基夫卡
49°40′23″N 39°34′32″E / 49.67306°N 39.57556°E
卡斯基夫卡（烏克蘭語：Каськівка）是位於烏克蘭東部的村莊，由盧甘斯克州舊比利斯克區的馬爾基夫卡市鎮負責管轄。該村始建於1762年，面積1.87平方公里，海拔高度183米，2001年人口119，人口密度每平方公里63.5人。